# Gregory Minoue
Gregory Minoue (* 13. März 2002 in Düsseldorf) ist ein deutscher Leichtathlet, der sich auf den Hürdenlauf spezialisiert hat.

## Karriere
Gregory Minoue gewann zum ersten Mal im Frühling 2020, bei den deutschen Jugendhallenmeisterschaften der U20 in Neubrandenburg, eine Medaille. Dort gelang ihm der 60-Meter-Hürdenlauf in 7,83 Sekunden. Bei den U20-Europameisterschaften in Tallinn 2021 erreichte er sein bisher bestes Ergebnis. Das Ziel beim 110-Meter-Hürdenlauf erreichte er in 13,52 Sekunden. Am Ende reichte es für den 5. Platz. Bei den deutschen U20-Meisterschaften 2021 in Rostock, nur wenige Tage nach seiner Bestleistung bei den Europameisterschaften, konnte er mit 13,60 Sekunden im 110-Meter-Hürdenlauf eine weitere Goldmedaille gewinnen.
Minoue steht seit 2022 bei Tracksrunner Athletes Management unter Vertrag.

## Erfolge
International
- 2020: 5. Platz bei den U20-Europameisterschaften in Tallin (110 m Hürden)